# Ricardo Palacios
Ricardo López-Nuño Díez, meglio conosciuto come Ricardo Palacios (Reinosa, 2 marzo 1940 – Madrid, 2 novembre 2015), è stato un attore spagnolo.

## Biografia
Si laureò attore e regista alla Escuela Oficial de Cinematografía di Madrid e debuttò nel 1961 nella serie televisiva Poly.
Partecipò a circa 150 tra film e serie TV, ma riconosciamo il suo volto principalmente in molti Spaghetti Western e nei film diretti da Jesús Franco.
Nel 1987 fece il suo debutto come regista nel film commedia ¡Biba la banda!, con Alfredo Landa, e nel 1997 con la serie TV La banda de Pérez.
Morì a Madrid l'11 febbraio 2015 per insufficienza cardiaca.

## Filmografia
- Per qualche dollaro in più, regia di Sergio Leone (1965)
- Il ritorno dei magnifici sette (Return of the Seven), regia di Burt Kennedy (1966)
- Dynamite Joe, regia di Antonio Margheriti  (1967)
- I giorni dell'ira, regia di Tonino Valerii (1967)
- Le avventure e gli amori di Miguel Cervantes (Cervantes), regia di Vincent Sherman (1967)
- The Blood of Fu Manchu, regia di Jesús Franco (1968)
- C'era una volta il West, regia di Sergio Leone (1968)
- El Condor, regia di John Guillermin (1970)[3]
- Criniera selvaggia (Black Beauty), regia di James Hill (1971)
- Capitan Apache (Captain Apache), regia di Alexander Singer (1971)[3]
- Lo chiamavano Mezzogiorno (Un hombre llamado Noon), regia di Peter Collinson (1973)
- Il mio nome è Scopone e faccio sempre cappotto (Dallas), regia di Juan Bosch (1972)
- Là dove non batte il sole, regia di Antonio Margheriti (1974)[3]
- Whiskey e fantasmi, regia di Antonio Margheriti (1974)
- La banda di Harry Spikes (The Spikes Gang), regia di Richard Fleischer (1974)
- Dick Turpin, regia di Fernando Merino
- La parola di un fuorilegge... è legge!, regia di Antonio Margheriti (1975)[3]
- Il vento e il leone (The Wind and the Lion), regia di John Milius (1975)
- Il soldato di ventura, regia di Pasquale Festa Campanile (1976)
- Y del seguro... líbranos, Señor! , regia di Antonio del Real (1983)
- I sopravvissuti della città morta, regia di Antonio Margheriti (1984)
- Monster dog - Il signore dei cani, regia di Claudio Fragasso (1984)
- ¡Biba la banda!, regia di Ricardo Palacios (1987)
- Crystalstone, regia di Antonio Peláez (1988)
- Il ritorno dei tre moschettieri (The Return of the Muskeeters), regia di Richard Lester (1989)
- Bajarse Al Moro, regia di Fernando Colomo (1989)
- La marcha verde, regia di José Luis García Sánchez (2002)